# Parry (cráter)

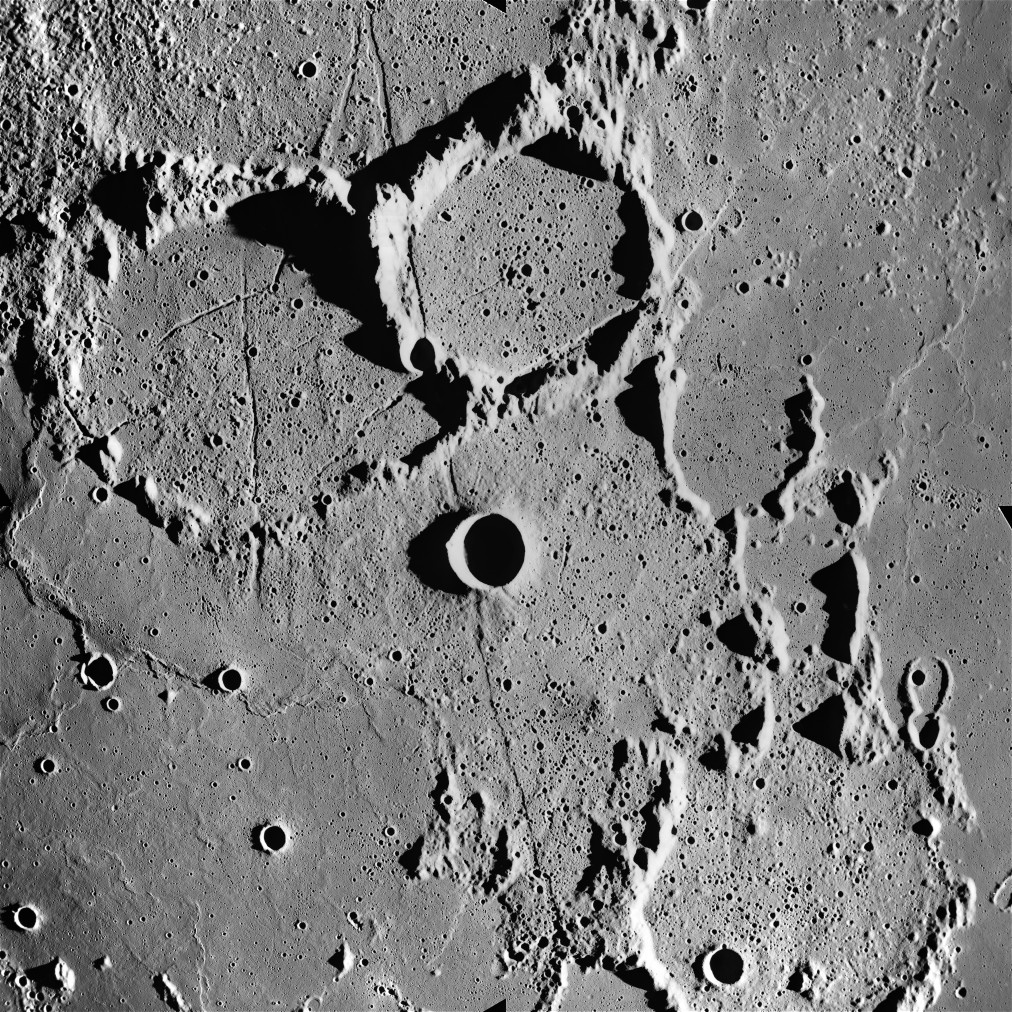
Fotografía de la misión Apolo 16

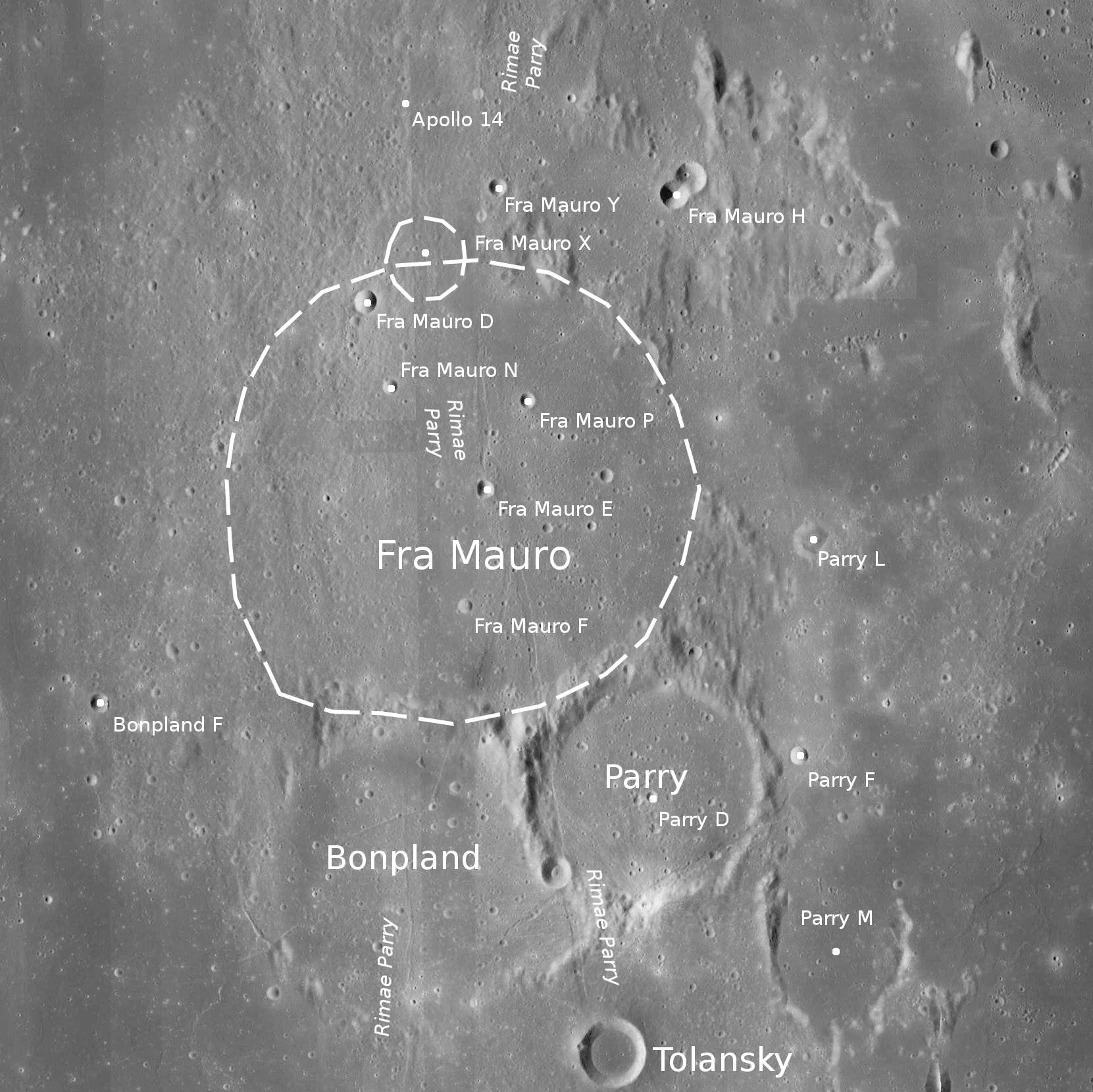
Entorno de Parry. Fotografía de la misión LRO.

Parry es un cráter de impacto lunar que está unido al borde sureste de la llanura amurallada de Fra Mauro. Unido al borde oeste y suroeste de Parry está el cráter Bonpland. Al sur se encuentra el pequeño cráter Tolansky, y más al sursudoeste aparece Guericke.
|  |

El borde de Parry está muy desgastado y ligeramente distorsionado debido a las formaciones adyacentes. La zona de la pared más prominente se halla en el noroeste. El sector sudoeste del brocal es atravesado por el pequeño Parry B. Su suelo ha sido inundado por la lava y es relativamente plano. En el punto medio se sitúa un pareja de pequeños cráteres. Un sistema de grietas atraviesa el borde sureste en dirección noreste, antes de cruzar el borde este y continuar una corta distancia a través del mare circundante.

## Cráteres satélite
Por convención estos elementos son identificados en los mapas lunares poniendo la letra en el lado del punto medio del cráter que está más cercano a Parry.
|       | \| Parry \| Coordenadas \| Diámetro \| \| ----- \| ---------------------------- \| -------- \| \| B \| 8°54′S 13°00′O / -8.9, -13.0 \| 1 km \| \| C \| 6°48′S 12°42′O / -6.8, -12.7 \| 3 km \| \| D \| 7°54′S 15°42′O / -7.9, -15.7 \| 3 km \| \| E \| 8°18′S 16°18′O / -8.3, -16.3 \| 6 km \| \| F \| 7°36′S 14°42′O / -7.6, -14.7 \| 4 km \| \| L \| 6°18′S 14°42′O / -6.3, -14.7 \| 7 km \| \| M \| 8°54′S 14°30′O / -8.9, -14.5 \| 26 km \| |          |
| Parry | Coordenadas | Diámetro |
| B     | 8°54′S 13°00′O / -8.9, -13.0 | 1 km     |
| C     | 6°48′S 12°42′O / -6.8, -12.7 | 3 km     |
| D     | 7°54′S 15°42′O / -7.9, -15.7 | 3 km     |
| E     | 8°18′S 16°18′O / -8.3, -16.3 | 6 km     |
| F     | 7°36′S 14°42′O / -7.6, -14.7 | 4 km     |
| L     | 6°18′S 14°42′O / -6.3, -14.7 | 7 km     |
| M     | 8°54′S 14°30′O / -8.9, -14.5 | 26 km    |

Los siguientes cráteres han sido renombrados por la UAI:
- Parry A - Véase Tolansky (cráter).